# Ferrari 250 LM
De Ferrari 250 LM is een model uit de Ferrari 250-serie en een automodel van het Italiaanse merk Ferrari. De wagen werd gebouwd tussen 1963 en 1965.
In 1963 maakte de eerste 250 LM zijn officiële debuut op de Parijse Motorshow. Ferrari had geprobeerd om het voertuig voor het racen te homologeren, maar dat was niet gelukt.
In 1965 debuteerde de 250 LM nogmaals op het Autosalon van Genève.  Deze versie met witte en blauwe strepen was gekozen om een beroep te doen op de Amerikaanse consumenten. Tegen het einde van de show beweerde Pininfarina dat hij orders van klanten had om de auto te produceren, maar dit exemplaar was het enige dat ooit werd gemaakt.
De strijd om de 250 GT te homologeren begon in 1954, toen Ferrari met hun 250 LWB, wat betekent lange wielbasis, de wedstrijd domineerde. Dit duurde voort tot 1959 met de introductie van de 250 SWB, wat betekende korte wielbasis. In 1962 introduceerde Ferrari de 250 GTO en de erfenis werd voortgezet. 
Veel merken waren begonnen met een mid-engine configuratie tijdens de jaren ‘50, maar Ferrari was traag om te veranderen tot in 1961 hun F1-kampioenschap auto werd geïntroduceerd, de 156. Na tien jaar van de succesvolle 250 GT-serie, wist Ferrari dat het nodig was om een volledig nieuwe auto te maken. Ferrari nam hun 250 P onder de loep en begon met het maken van aanpassingen om te voldoen aan de wet- en regelgeving, met name de toevoeging van een dak. Het chassis werd versterkt met behulp van sterker staal. Zoals vermeld debuteerde de 250  voor het eerst in 1963 om dan met een productieversie te komen in het volgende jaar. Weinig was er veranderd aan het prototype voor de productie versie. De cilinderinhoud was veranderd, de 250 LM kreeg een GTO afgeleide drieliter motor, de productieversie kreeg een 3,3-liter motor.
In overeenstemming met Ferrari tradities, moest de naam worden veranderd omdat de naam de cilinderinhoud moest weergeven, maar de naam 250 LM bleef behouden. De reden was homologatie doeleinden; een compleet nieuwe naam zou de veranderingen hebben geruïneerd omdat het een nieuw voertuig zou hebben betekend.
De 250 GTO ontweek de 100 voertuig productie homologatie-eisen, door te stellen dat het een rebodied 250 GT SWB was. Bij Ferrari probeerde men de 250LM te homologeren in 1964, maar hun verzoek werd al snel geweigerd door de FIA. De FIA was het niet eens met Ferrari dat er honderd exemplaren konden worden geproduceerd. Enzo Ferrari werkte verder aan de ontwikkeling en productie van LM’s. Op het einde van de rit, werden er slechts 32 exemplaren geproduceerd en de LM-serie heeft nooit een homologatie ontvangen. Dit betekende dat hij enkel beschikbaar was voor prototype klasse racen. Ferrari echter had al voertuigen in de prototype klasse die makkelijk de LM's voorbijstreefde. Wonder boven wonder, de 250 LM-serie scoorde tien overwinningen in 1964. Vijf exemplaren werden een jaar later in de 24 Uur van Le Mans ingezet door privé eigenaars, met de NART deelname en het winnen van de klasse volgde een tweede plaats en een zesde plaats voor de 250 LM. Deel van hun succes was het verdwijnen van enkele sterkere deelnemers die werden geplaagd door betrouwbaarheidsproblemen.
De 250 LM bleef echter wel in productie met een verrassend aantal van 32 exemplaren.
Anno 2025 is de waarde van de auto tientallen miljoenen Euro's. In februari 2025 werd de Le Mans (1965) winnende 250 LM geveild voor 34.880.000 Euro.